# Аристокле Атонски
Аристокле Атонски и Московски (1838–1918) је био светитељ
и мученик Руске православне цркве. Познат је и као схимојеромонах Аристоклије Светогорски и Московски или Аристоклије Старији.

## Младост
Рођен је као Алексеј Алексејевич Амвросјев у Оренбургу у благочестивој хришáнској породици. У раном детињству Алексеј је изгубио оца.
Према житију, изгубио је ногу после тешке болести са 10 година. Његова мајка је молила Светог Николу да излечи сина, заветовала се да ће Алексеја посветити манастиру ако оздрави. У Житију даље стоји да је на Никољдан (6. децембар) Алексеј био чудесно излечен. Када му је било седамнаест година, мајка га је послала у манастир. Друга записи говоре да су се он и његова мајка отишли у посебне манастире након смрти његовог оца.

## Каријера
Године 1876, одмах по смрти своје жене, Алексеј Амвросјев одлази на Свету Гору,  у манастир Светог Пантелејмона, а 11. марта 1880. године пострижен са именом Аристокле, у част мученика Кипријана Аристоклија Саламинског. Четири године касније, 2. децембра 1884. године, Аристоклиј је рукоположен за ђакона, а 12. децембра те године у јеромонаха.
Од 1891. до 1894. враћен је у Москву за игумана Свето-Пантелејмонског манастира, кћерке установе светогорског манастира Панталејмон. За то време почеле су да објављују књиге и часопис „Душеполезниј Собеседник“, који говори о животу руских монаха на Светој Гори. Захваљујући издавању овог часописа, руски манастири на Светој Гори почели су да увеáвају своје братство новим искушеницима.
Године 1894, након лажне пријаве, био је приморан да напусти Москву и врати се на Свету Гору. Али у новембру 1909. поново је постављен за декана манастира Светог Пантелејмона у Москви где је привукао значајне следбенике.

## Приписивање
У своје време важио је за исцелитеља и познато је да је подигао девојчицу из мртвих и вратио вид слепом дечаку. Међутим, изван Русије је најпознатији по пророчанству датом 1918. непосредно пре његове смрти.

## Поштовање
Аристокла као водећег представника цркве затвориле су бољшевичке снаге где је умро рано на самом почетку Октобарске револуције. Руска православна црква га је канонизовала у лику јеромученика.
Православна црква га помиње 23. августа и 24. августа. Првобитно је био сахрањен у манастиру, али су после револуције сва манастирска имања национализована и 1923. године поново сахрањен на Даниловском гробљу у Москви.
Аристоклије је 6. септембра 2004. године проглашен за светитеља, а 13. новембра 2004. поново је сахрањен у манастиру Светог Данила у Москви.